# Bitwa pod Komarowem
Bitwa pod Komarowem – bitwa pomiędzy bolszewicką 1 Armią Konną a polską 1 Dywizją Jazdy w trakcie wojny polsko–bolszewickiej. Największa bitwa kawalerii w wojnie polsko–bolszewickiej, która stanowiła moment zwrotny na południowym froncie, porównywalny z wcześniejszą bitwą warszawską. W bitwie udział brało 6 pułków polskich i 20 radzieckich (łącznie 70 szwadronów).
Pomiędzy zagonem kawalerii polskiej na Koziatyn a zwycięstwem pod Komarowem minęły trzy miesiące. W tym czasie było kilka niepowodzeń Wojska Polskiego: odwrót spod Kijowa pod Lwów i Zamość na froncie południowym oraz odwrót na Płock, Wyszków i Radzymin na froncie północnym. 1 Armia Konna Siemiona Budionnego (cztery dywizje i jedna samodzielna brygada, ok. 30 tys. żołnierzy, 31 tys. koni, cztery pociągi pancerne – w sumie 13 brygad, w tym około połowy Kozaków) wspierana była zawsze przez dywizję piechoty. Jazda polska, o wiele słabsza od Konarmii, nie była w stanie jej zatrzymać, mogła jedynie opóźniać działania i wstrzymywać, osłaniając odwrót własnej piechoty, artylerii i taborów. W odwrocie wojsk polskich topniały siły szwadronów i pułków, ginęli szczególnie oficerowie. Odwrót trwał. Był on serią bitew i potyczek, w których strona polska cofała się. Nieprzyjaciel także ponosił straty i to nie tylko w walce. Z 1 Armii Konnej dezerterowało bardzo wielu żołnierzy, przechodząc na stronę polską. Przechodziły grupy i całe oddziały. Dezerterzy chcieli od razu walczyć z bolszewikami, wcielano ich do wielu pułków. W okresie późniejszym sformowano z nich brygadę pod dowództwem kozackiego oficera esauła (majora) Jakowlewa.
Po nieudanych próbach zdobycia Lwowa 1 Armia Konna, ponaglana rozkazami dowództwa bolszewickiego, skoncentrowała się w rejonie Sokala i stąd 27 sierpnia wyruszyła z pomocą Frontowi Zachodniemu Michaiła Tuchaczewskiego. Budionny szedł na Lublin. Po drodze chciał zdobyć Zamość. Po całej serii potyczek Konarmia liczyła ok. 7 tys. żołnierzy, 31 dział, 270 karabinów maszynowych i 7 samochodów pancernych. Marszowi 1 Armii Konnej zagrażała 3 Armia gen. Zygmunta Zielińskiego. Naczelne Dowództwo WP uznało, że zarysowuje się kolejna możliwość osaczenia i rozbicia 1 Armii Konnej. Aby skoordynować akcję przeciw Budionnemu, gen. Zielińskiemu podporządkowano Grupę gen. Stanisława Hallera (13 Dywizję Piechoty, 1 Dywizję Jazdy). 3 Armię miały wzmacniać 9, 10 i 18 Dywizja Piechoty, ściągane z północy po pogromie Tuchaczewskiego nad Wisłą. Dowodzący 3 Armią od 30 sierpnia gen. Władysław Sikorski postanowił stoczyć bój z 1 Armią Konną w rejonie Zamościa i Komarowa. Plan Sikorskiego przewidywał związanie głównych sił Budionnego pod Komarowem przez czołowe uderzenie Grupy gen. Hallera i dwustronne oskrzydlenie siłami 10 Dywizji Piechoty gen. Lucjana Żeligowskiego z rejonu Zamościa na Tyszowce oraz 2 Dywizji Piechoty Legionów płk. Michała Żymierskiego z Grabowca na Miączyn.
W skład 1 Dywizji Jazdy wchodziły dwie brygady: VI Brygada Jazdy pod dowództwem Konstantego Plisowskiego (1 pułk Ułanów Krechowieckich płk. Sergiusza Zahorskiego, 12 pułk Ułanów Podolskich rtm. Tadeusza Komorowskiego, 14 pułk Ułanów Jazłowieckich rtm. art. konnej Michała Beliny-Prażmowskiego, 1 i 2 baterie 3 dak), 7 Brygada Jazdy płk. Henryka Brzezowskiego (2 pułk Szwoleżerów Rokitniańskich rtm. Rudolfa Ruppa, 8 pułk ułanów księcia Józefa Poniatowskiego rtm. Kornela Krzeczunowicza, 9 pułk Ułanów Małopolskich mjr. Stefana Jacka Dembińskiego, 1 bateria 1 dak, 2 bateria 6 dak). Dywizję wzmacniał batalion szturmowy 1 Dywizji Jazdy kpt. Stanisława Maczka (trzy kompanie, kilka karabinów maszynowych, podwody do przewozu wojska). Siły polskie pod Komarowem liczyły ok. 1500 żołnierzy, 70 ciężkich karabinów maszynowych i 16 dział, a siły radzieckie liczyły ponad 6000 żołnierzy, około 350 ckm-ów oraz około 50 dział.

## Przed bitwą

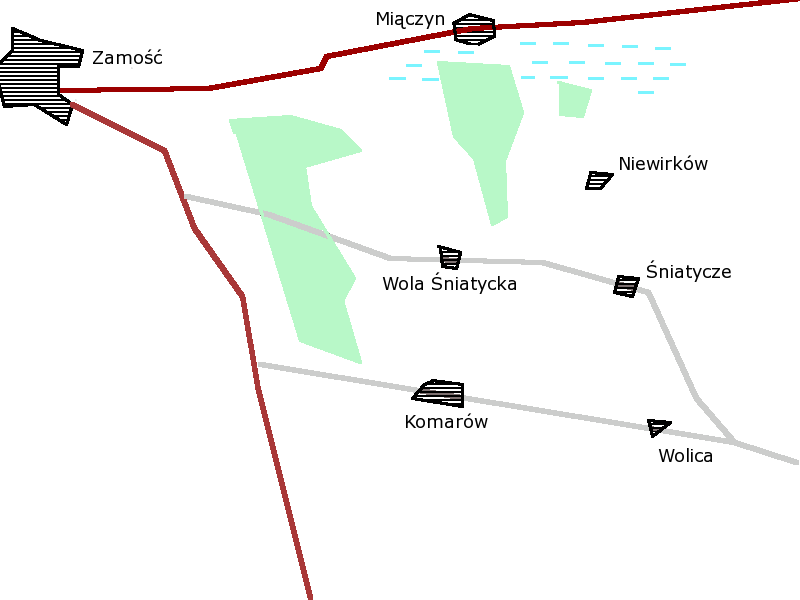
Pole bitwy

20 sierpnia, gdy trwała Bitwa Warszawska, Budionny postanowił, zgodnie z dyrektywą Kamieniewa, zaprzestać ataków na Lwów i ruszyć wesprzeć wojska bolszewickie pod Warszawą, chcąc jednak po drodze zdobyć Zamość broniony przez 31 Pułk Strzelców Kaniowskich pod dowództwem kpt. Mikołaja Bołtucia, który wspomagała 6 Dywizja Strzelców Siczowych pod dowództwem płk. Marka Bezruczki. Umożliwiło to Grupie gen. Hallera doścignąć przeciwnika, który przez trzy dni ponawiał ataki na miasto. 29 sierpnia wieczorem pododdziały płk. Juliusza Rómmla natknęły się na tyły 1 Armii Konnej, biorąc 200 jeńców, w tym politruka 1 Armii Konnej, oraz zdobywając 7 ckm-ów, tabory i baterię armat oraz samochód. Rankiem 30 sierpnia 1 Dywizja Jazdy obsadziła miasto Huczwa. Po południu Dywizja otrzymała rozkaz gen. Hallera przesunięcia 6 Brygady Jazdy w rejon Wolica Brzozowa–Zubowice, a 7 Brygady Jazdy – do Komarowa.

## Przebieg bitwy

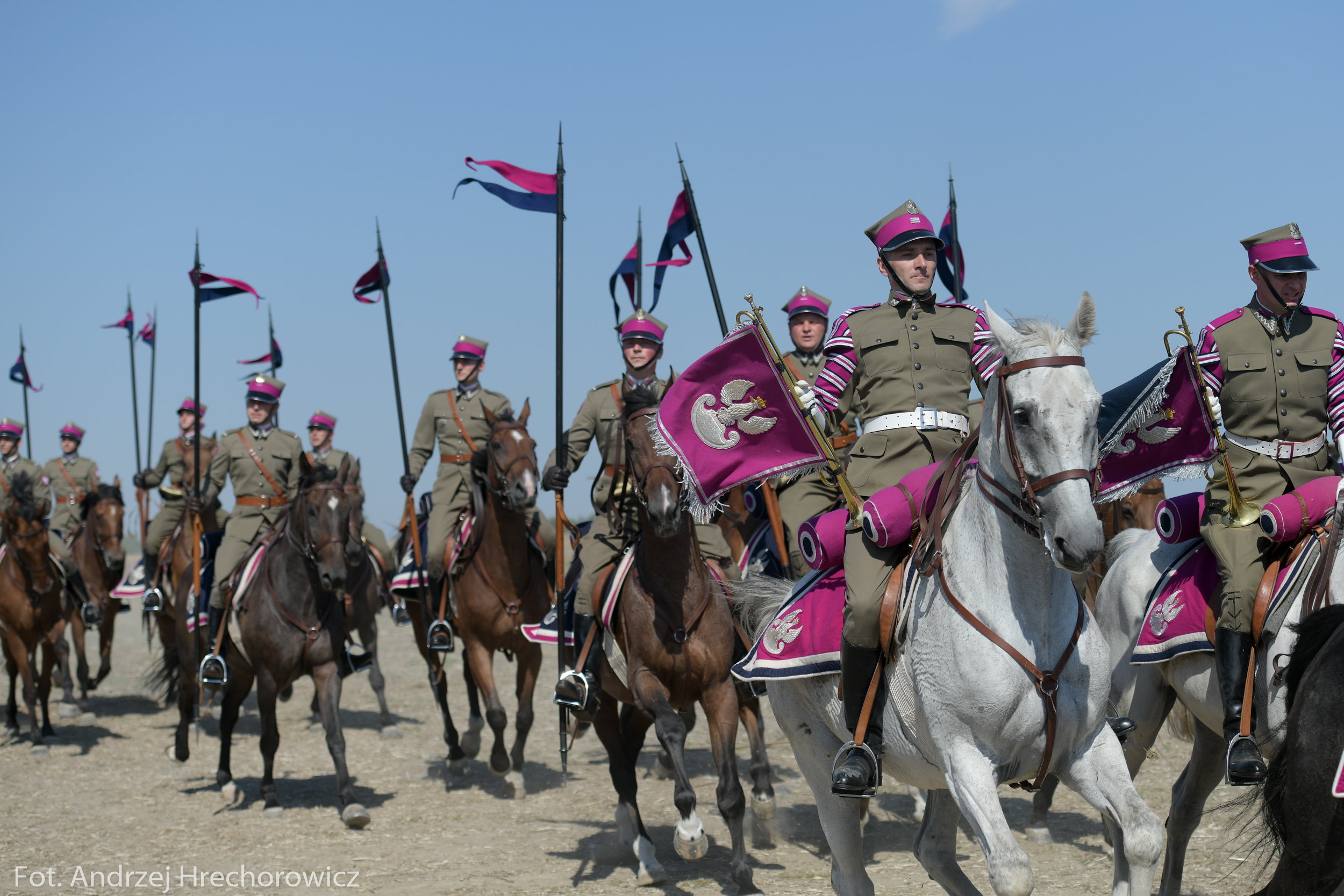
Rekonstrukcja bitwy pod Komarowem w Wolicy Śniatyckiej w 2020

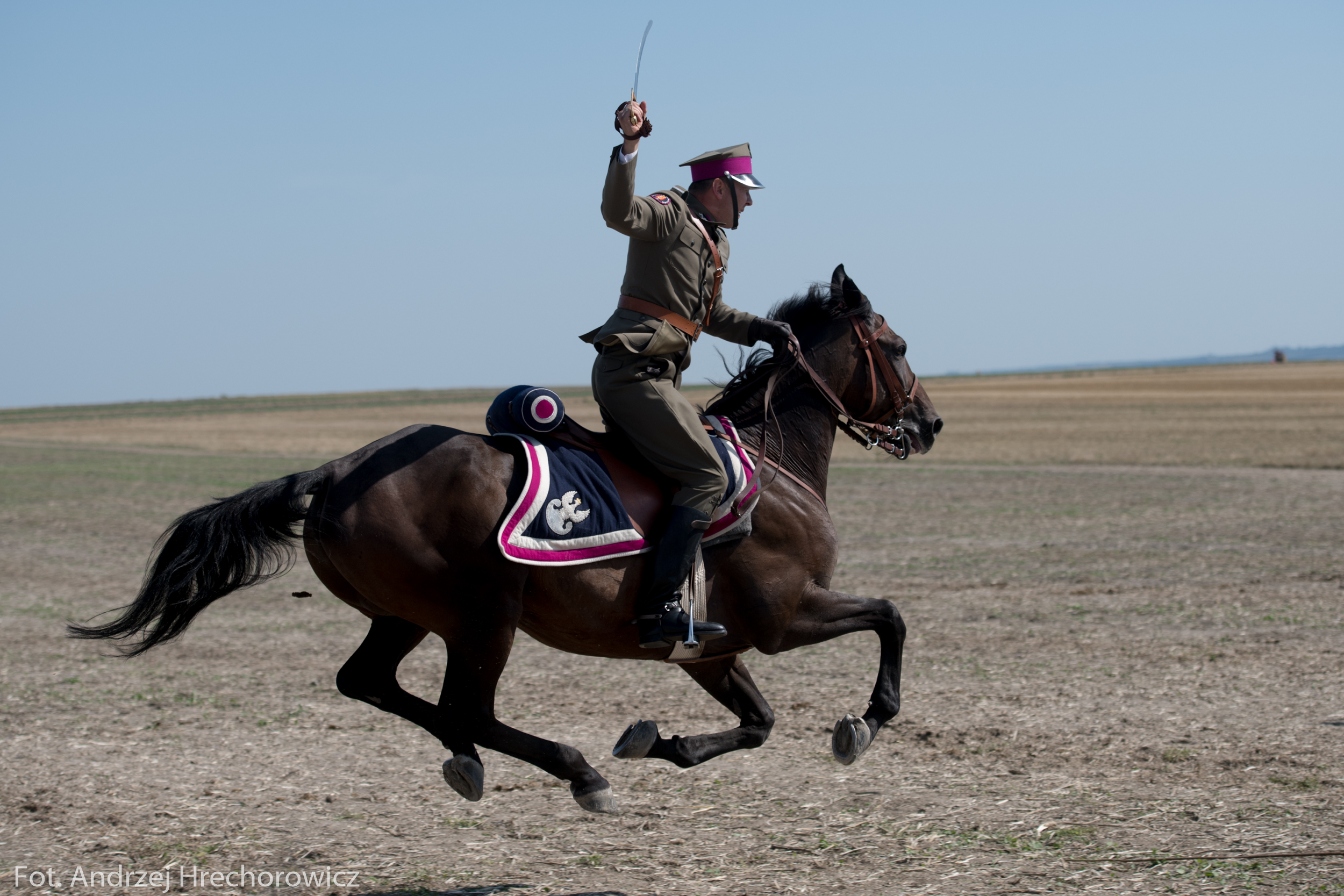
Szarża pod Komarowem, 100. rocznica bitwy

30 sierpnia polskie wojska broniące Zamościa odparły na przedpolu miasta atak Konarmii. W tym czasie Polacy wzięli Konarmię w kleszcze od zachodu przez załogę Zamościa, od północy przez 2 Dywizję Piechoty Legionów, od południa przez Grupę Pościgową gen. Stanisława Hallera. Grupa Pościgowa Hallera składająca się z 1 Dywizji Jazdy płk. Juliusza Rómmla i 13 Dywizji Piechoty wzięła na siebie główny ciężar walki. Zarządzono ogólne natarcie: 1 Dywizja Jazdy na Cześniki, a 13 Kresowa Dywizja Piechoty Stanisława Hallera na Zamość. 31 sierpnia o 7 rano 1 Dywizja Jazdy weszła w bezpośrednią styczność z 1 Armią Konną u zachodniego krańca bagien komarowskich we wsi Wolica Śniatycka, gdzie 7. Brygada Jazdy zdobyła wzgórze nr 255 i odparła kontratak. Budionny widząc zagrożenie okrążeniem, wydał rozkaz uderzenia w rozbieżnych kierunkach: 11 Dywizja Kawalerii (ok. 1500 żołnierzy stanu bojowego) na Komarów, a 14 Dywizja Kawalerii (ok. 1800 żołnierzy stanu bojowego) na Grabowiec (4, 6 Dywizja Kawalerii i „Osobnaja Brygada” (ok. 800 żołnierzy stanu bojowego) pozostawały w rejonie Zamościa).
Zagrożona okrążeniem 1 Armia Konna Budionnego chciała wydostać się z pułapki, lecz drogę zastąpiła im 1 Dywizja Jazdy płk. Rómmla, co doprowadziło do rozpoczęcia bitwy. Pierwszy zaatakował Batalion Szturmowy kpt. Maczka, uderzając spod wsi Waręż i wychodząc na tyły Budionnego. 7. Brygada walczyła z 11 Dywizją Konarmii, uderzając w nią kilkakrotnie konnymi szarżami. Uderzenia nie dawały rezultatu ze względu na małe stany pułków. Krwawiły pułki 7 Brygady, zwłaszcza 9 pułk ułanów, który stracił pod Komarowem 6 oficerów i blisko 100 ułanów. Wreszcie weszła do walki 6 Brygada. Do walki wchodziły kolejno pułk krechowiecki i ułani jazłowieccy. Wspiera je kolejnym uderzeniem 7 Brygada. Z prawej flanki wchodzi do walki 12 pułk ułanów – baterie prowadzą szybki ogień. W kilkadziesiąt sekund obraz bitwy zmienił się zupełnie. Budionnowcy wycofują się z pola walki pod naporem krechowiaków i 14 pułku. Konarmia była w odwrocie.
To nie był jednak koniec bitwy. Obie polskie brygady mocno się wykrwawiły. Nie można było liczyć na uzupełnienia i nie można było przejść do odwodu. Od strony Cześnik 1 Dywizję ubezpieczał 1 pułk ułanów. Między godz. 13 a 14 płk Rómmel otrzymał meldunek od lotników o odwrocie głównych sił Budionnego drogą Werbkowice – Hrubieszów, wobec czego ok. godziny 15:00 płk Rómmel rzucił do walki 6 Brygadę na Niewirków, zamierzając odciąć odwrót 1 Armii Konnej. Uderzyli krechowiacy i jazłowiacy. 12 pułk ułanów ubezpieczał prawe skrzydło od wsi Śniatycze. Lewe w Cześnikach ubezpieczał dywizjon 1 pułku ułanów wraz z konną baterią zdobytą rankiem z częścią obsługi, która zamiast do niewoli poszła od razu do walki po stronie polskiej. Tymczasem ok. 17 Budionny podjął kontruderzenie 6. Dywizją, które powstrzymała po powrocie na pole bitwy 7. Brygada Jazdy płk. Brzezowskiego. Powstrzymać ją usiłował dywizjon krechowiaków, cofający się pod naporem kozaków. Szarża dwóch polskich pułków – 8 i 9 nie trwała długo. Przeciwnik nie podjął walki. Bolszewicy przepuścili przez swoje szyki ułanów polskich i uderzyli z boków. Przez kilka minut los walki był niewiadomy. Od tyłu nadciągnął 8 pułk, potem zawrócił 9 pułk. Od strony Niewirkowa przycwałował dywizjon krechowiaków na czele z płk. Rómmlem. Z ław Kozaków coraz liczniejsze grupki odpryskiwały w tył. W końcu cała masa ustąpiła, odchodząc do lasków Woli Śniatyckiej.
O ostatecznym zwycięstwie zadecydowała szarża oddziału rotmistrza Kornela Krzeczunowicza z 8 pułkiem ułanów, która w galopie wbiła się w szeregi przeciwnika i zdobyła m.in. samochód Budionnego. Brawurowa szarża poderwała 8. pułk ułanów i szwadron 1. pułku ułanów. Po gwałtownej walce Sowieci rozpoczęli ucieczkę z pola bitwy. O szarży tej napisał dowódca 1 Dywizji Jazdy w rozkazie z 13 maja 1921 roku płk Juliusz Rómmel:

Na koniec jedna z najświetniejszych szarż z całej wojny polskiej, szarża 8-go pułku ułanów pod dowództwem nieustraszonego rotmistrza Krzeczunowicza, która ostatecznie zdecydowała los całej bitwy.

Bitwę przerwały zapadające ciemności.

## Po bitwie

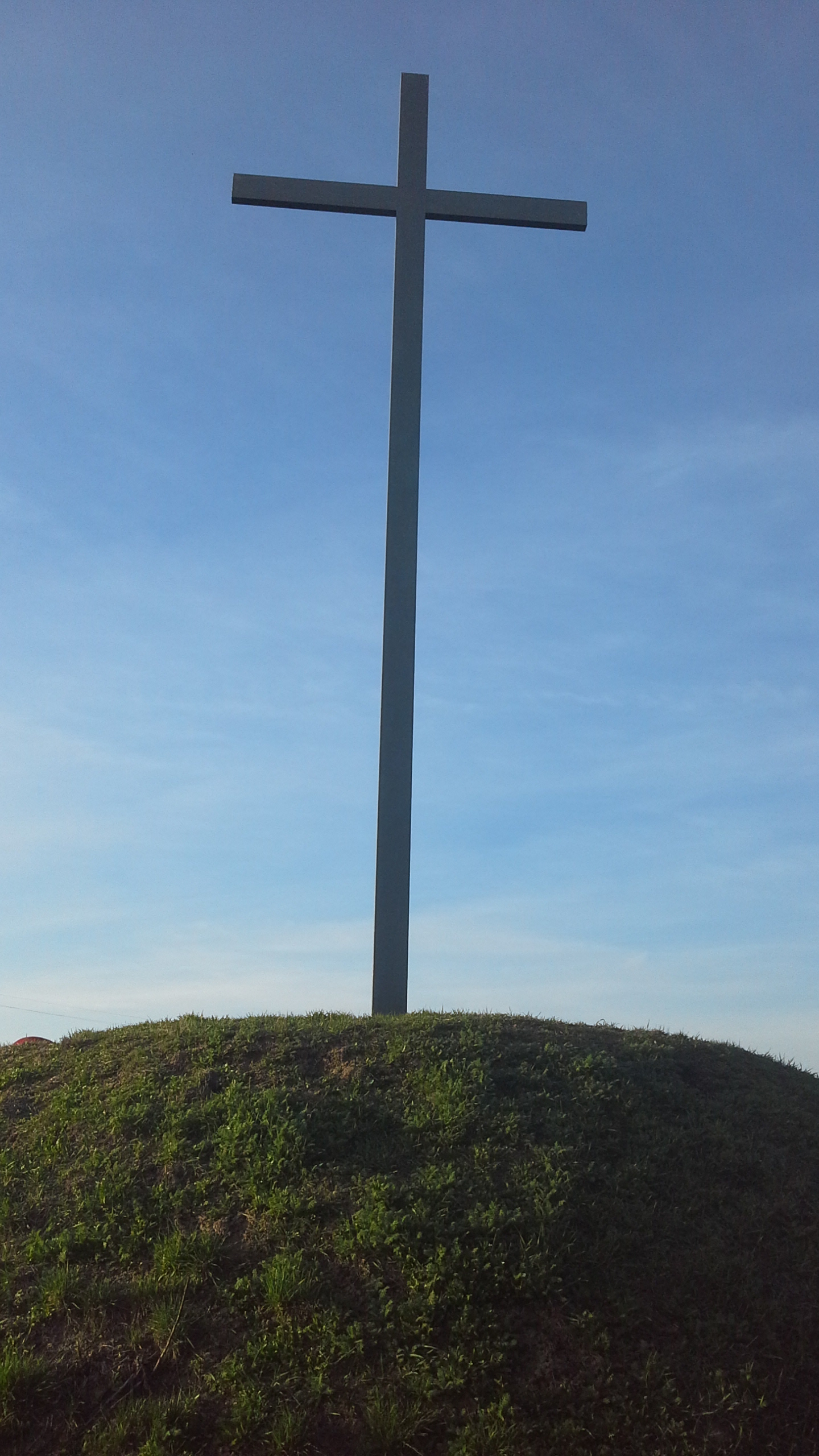
Kopiec upamiętniający bitwę położony na polach wsi Wolica Śniatycka

Nie podjęto pościgu za wrogiem, ponieważ zapadał zmrok, a polscy żołnierze byli przemęczeni, walcząc od rana bez chwili wytchnienia. Część oddziałów 1 Armii Konnej zdołała się przebić przez słabą barierę obrony źle dowodzonej przez płk. Żymierskiego 2 Dywizji Piechoty Legionów. Jednak Konarmia została mocno osłabiona i zmieniła kierunek odwrotu.
Isaak Babel opisał ówczesny stan Konarmii: „Dowódcy przygnębieni. Groźne oznaki rozkładu armii”.
Siła bojowa 1 Armii Konnej Budionnego została bezpowrotnie złamana. 1 września pod Hrubieszowem zdołała ona jeszcze zdziesiątkować 4. pułk piechoty, nie była już jednak zdolna do działań ofensywnych. Po udziale w bolszewickiej inwazji na Polskę z 20-tysięcznej 1 Armii Konnej pozostało ok. 3 tys. żołnierzy. 25 września 1 Armia Konna Budionnego została wycofana z frontu polskiego i skierowana na front południowy. W pościgu za Konarmią kilka dni później Grupa gen. Władysława Jędrzejewskiego rozbiła brygadę Iwana Tiuleniewa.
10 października 1920 dywizja, w której służył Izaak Babel, została karnie rozwiązana z powodu szerzącego się w jej szeregach bandytyzmu.
Bitwa pod Komarowem była największą od 1813 roku bitwą kawalerii. 1 Dywizja Jazdy walczyła z dwoma dywizjami jazdy Konarmii, które zostały rozbite, tracąc 2/3 swego stanu osobowego. Straty strony polskiej to ok. 300 poległych i rannych (20% stanu bojowego 1 Dywizji Jazdy) i 500 koni. Największe straty były w 9. pułku ułanów – 120 poległych i rannych, w tym trzech dowódców szwadronów.

## Siły stron w bitwie

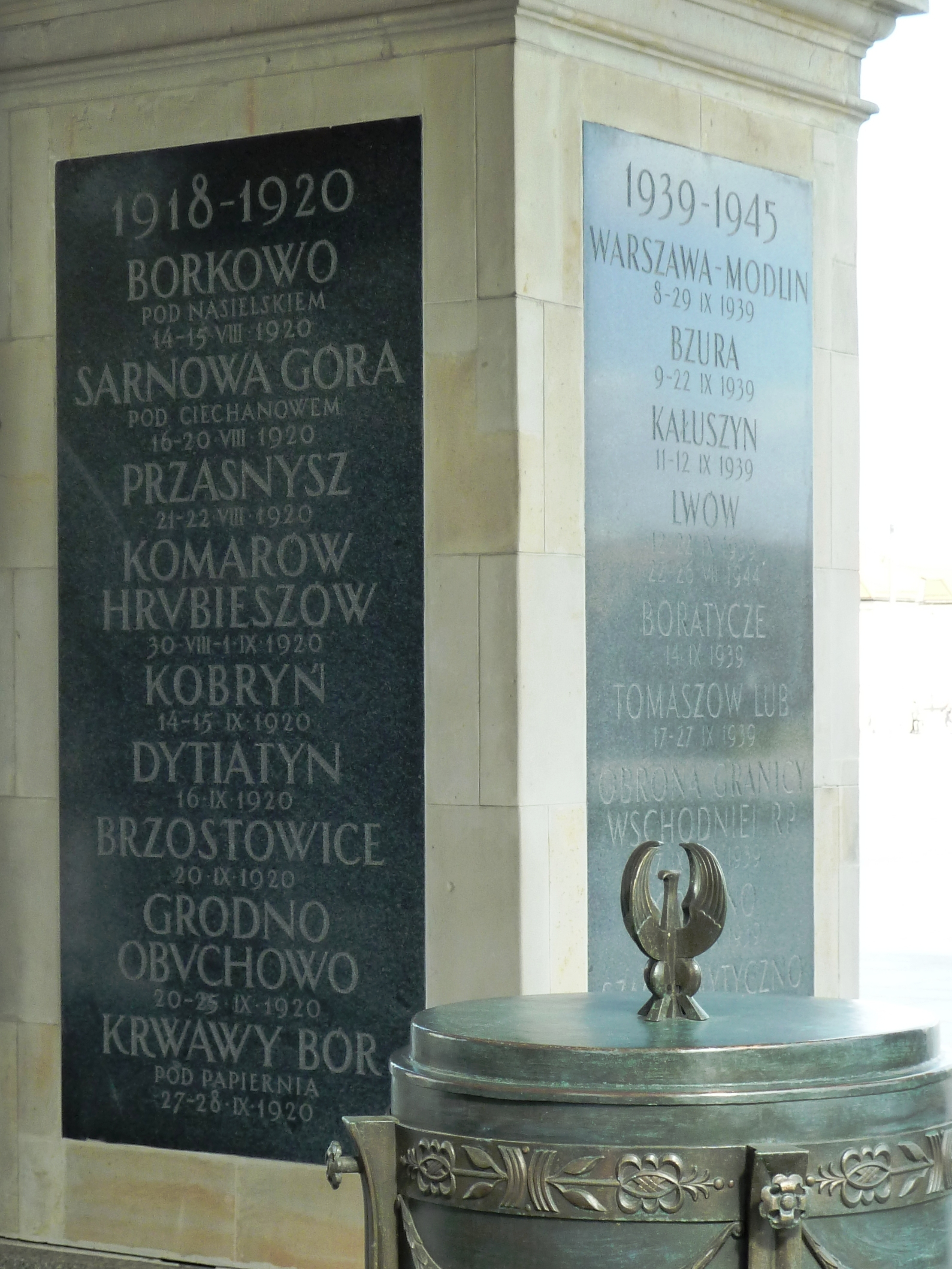
Bitwa pod Komarowem na tablicy na Grobie Nieznanego Żołnierza w Warszawie

W bitwie po stronie polskiej walczyła:
- 1 Dywizja Jazdy – płk Juliusz Rómmel
  - 6 Brygada Jazdy – płk Konstanty Plisowski
    - 1 pułk Ułanów Krechowieckich – płk Sergiusz Zahorski
    - 12 pułk Ułanów Podolskich – rtm. Tadeusz Komorowski
    - 14 pułk Ułanów Jazłowieckich – rtm. Michał Belina-Prażmowski

  - 7 Brygada Jazdy – ppłk Henryk Brzezowski
    - 9 pułk Ułanów Małopolskich – mjr Stefan Jacek Dembiński
    - 8 pułk Ułanów Księcia Józefa Poniatowskiego – rtm. Kornel Krzeczunowicz
    - 2 pułk Szwoleżerów Rokitniańskich – płk Rudolf Rupp
    - 1 dywizjon artylerii konnej
      - 3 bateria 6 dywizjonu artylerii konnej
- 13 Dywizja Piechoty – gen. ppor. Stanisław Haller.

Po stronie sowieckiej walczyła:
- 6 i 11 Dywizja Kawalerii 1 Armii Konnej pod dowództwem Siemiona Budionnego (w jej skład wchodziła jeszcze 4 i 14 Dywizja)
- Obok Budionnego, oddziałami dowodzili przyszli sowieccy marszałkowie – Klimient Woroszyłow i Siemion Timoszenko. W walkach uczestniczył Isaak Babel skonfliktowany później ze środowiskiem 1 Armii Konnej za realistyczne opisy walk (w tym zbrodni wojennych) w zbiorze opowiadań Armia konna.

## Upamiętnienie

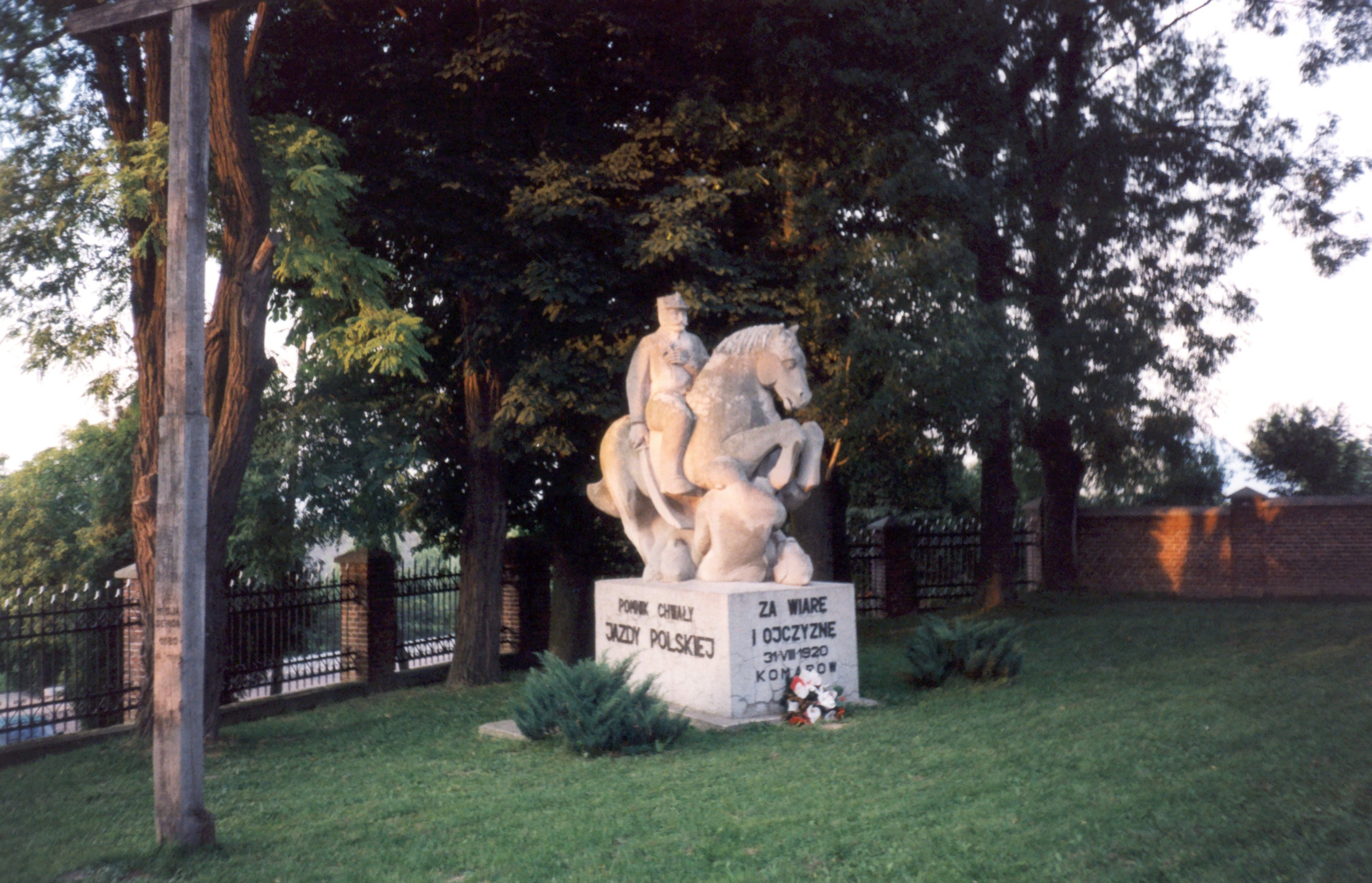
Pomnik upamiętniający bitwę pod Komarowem.

- Walki żołnierzy polskich pod Komarowem zostały upamiętnione na Grobie Nieznanego Żołnierza w Warszawie, napisem na jednej z tablic w II RP i po 1990 roku – „KOMARÓW – HRUBIESZÓW 30 VIII – 1 IX 1920”.

- W ostatni weekend sierpnia, w Wolicy Śniatyckiej koło Komarowa i Zamościa odbywają się rekonstrukcje i inscenizacje bitwy pod Komarowem[11][12].
- 28 sierpnia 2022 roku, w 102. rocznicę bitwy pod Komarowem, we wsi Wolica Śniatycka odsłonięto pomnik Chwały Kawalerii i Artylerii Konnej[13].